# Bourse des valeurs de l'Ouganda
Pour les articles homonymes, voir USE.
La Bourse des valeurs de l'Ouganda (en anglais: Uganda Securities Exchange) (USE) est une bourse en Ouganda basée à Kampala.  

## Histoire
Elle a été fondée en juin 1997. L'USE est gérée sous la juridiction de l'Autorité des marchés des capitaux de l'Ouganda, qui à son tour rend compte à la Banque d'Ouganda, la banque centrale de l'Ouganda.
La bourse a ouvert ses portes en janvier 1998. À cette époque, la bourse n'avait qu'une seule cotation, une obligation émise par la Banque de développement de l'Afrique de l'Est. Les échanges étaient limités à une poignée d'opérations par semaine.
En juillet 2014, l'USE négociait 16 sociétés locales et est-africaines cotées et avait commencé à négocier des instruments à revenu fixe. La bourse est membre de l'Association des bourses africaines.
L'USE opère en étroite collaboration avec la Bourse de Dar es Salaam en Tanzanie, la Bourse du Rwanda et la Bourse de Nairobi au Kenya. Selon des rapports publiés en 2013, il était prévu d'intégrer les quatre bourses pour former une seule bourse d'Afrique de l'Est,.
L'indice Uganda All Stock Index (ALSIUG) est l'indice de référence de la Bourse des valeurs mobilières de l'Ouganda.